# Manuel Ruiz de la Rabia
Manuel Ruiz de la Rabia (Comillas, 1802-Jerez de la Frontera, 1878) fue un médico español.

## Biografía
Nacido en julio de 1802 en la localidad cántabra de Comillas, a los nueve años de edad fue enviado por sus padres a Jerez de la Frontera para que se educase bajo la dirección de su tío Pedro, presbítero. Después de obtener el grado de bachiller en Filosofía en 1818, en la Universidad de Sevilla, pasó a estudiar Medicina y Cirugía al Colegio de Cádiz. Obtuvo el título de licenciado en Cirugía médica el 27 de febrero de 1824.
Marchó a París ese mismo año, donde se matriculó de nuevo en Medicina. Allí obtuvo el título de doctor el 27 de febrero de 1828. Desde entonces ejerció la medicina hasta pocos meses antes de su muerte, acaecida en Jerez en agosto de 1878. Durante ese tiempo, y el 13 de abril de 1848, se licenció en Medicina y Cirugía en la facultad de Cádiz y de doctor en la misma el 10 de julio, adquiriendo, por memorias, monografías y diversos trabajos los títulos de académico corresponsal de la de Cádiz, socio de número de la Real Sociedad Económica de Amigos del País de Cádiz, socio de mérito de la Academia Médico-Quirúrgica Matritense, y de la de Emulacion de Santiago de Galicia, de honor y de mérito de la de Esculapio, de corresponsal de la de Ciencias y Letras de Montpellier, y de miembro corresponsal de la de Emulación de Malta, además de los honores de médico y cirujano de la Real Cámara.
El Gobierno premió sus servicios con la cruz de caballero de Carlos III, además de la de comendador de Isabel la Católica y la gran cruz de la misma orden. Fundó en Jerez la asociación de Medicina y Cirugía, que más tarde se hizo Colegio y, más adelante, Academia Médico-Quirúgica.